# Byron Howard
Byron Howard   (Misawa, 26 de desembre de 1968) és un animador, dissenyador de personatge, artista de storyboards, director, productor de cine i guionista estatunidenc. És conegut per les seves pel·lícules de Walt Disney Animation Studios Bolt (2008), Tangled (2010), Zootròpolis (2016) i Encanto (2021).

## Biografia
Howard va néixer a Misawa, Japó i va créixer a Filadèlfia en una família de classe mitja. Va estudiar a l'Evergreen State College, a Olympia, Washington.

## Carrera
Howard va començar la seva carrera a Disney el 1944, i va treballar com animador en pel·lícules com Pocahontas, Mulan, Lilo & Stitch i Brother Bear. L'any 2003 va ser nominat a un Premi Annie en la categoria d'animació de personatge per la seva feina a la pel·lícula Brother Bear.
La primer pel·lícula de Howard va dirigir va ser Bolt, de Disney, juntament amb Chris Williams. La pel·lícula va ser nominada als Premis Oscar de 2008 en la categoria de Millor pel·lícula d'animació. En aquesta pel·lícula, Howard es va centrar en el disseny dels personatges i de l'animació. Més tard, Howard va co-dirigir la pel·lícula Tangled amb Nathan Greno i Zootròpolis (co-dirigida amb Rich Moore), totes dues pel·lícules també eren de Disney. Greno i Howard, també van dirigir i escriure un curt d'animació titular Tangled Ever After, en el qual apareixen personatges secundàris de la pel·lícula Tangled i que va ser ensenyat als cinemes abans de la re-estrena en 3D de La Bella i la Bèstia (1991).
El 2016, Howard va començar a treballar amb Lin-Manuel Miranda en una pel·lícula animada original. Aquest pel·lícula va ser estrenada el 2021 sota el títol Encanto i ha estat co-dirigida per Howard, Jared Bush i Charise Castro Smith. Miranda ha sigut l'escriptor de les cançons de la pel·lícula. Encanto ha sigut ben rebuda per la crítica i ha estat nominada a tres premis Oscar, entre ells el de Millor pel·lícula d'animació.
L'any 2009, Howard es va convertir en membre de l'Acadèmia de les Arts i les Ciències Cinematogràfiques.

## Filmografia

### Pel·lícules
| Any  | Pel·lícula                  | Acreditat com | Acreditat com | Acreditat com | Acreditat com      | Acreditat com | Acreditat com               | Acreditat com                                             |
| Any  | Pel·lícula                  | Director      | Guionista     | Animador      | Productor executiu | Altres        | Paper de veu                | Notes                                                     |
| ---- | --------------------------- | ------------- | ------------- | ------------- | ------------------ | ------------- | --------------------------- | --------------------------------------------------------- |
| 1995 | Pocahontas                  | No            | No            | No            | No                 | Si            |                             |                                                           |
| 1998 | Mulan                       | No            | No            | Si            | No                 | No            |                             | Animador: ancestres de la família Yao i Fa                |
| 2022 | Lilo & Stitch               | No            | No            | Supervisor    | No                 | Si            |                             | Animador supervisor: disseny del personatge Cobra Bubbles |
| 2003 | Brother Bear                | No            | No            | Supervisor    | No                 | No            |                             | Animador supervisor: Kenai - Bear                         |
| 2005 | Chicken Little              | No            | No            | No            | No                 | Si            |                             | Artista de stroyboard addicional                          |
| 2008 | Bolt                        | Si            | No            | No            | No                 | Si            |                             | Guió adicional                                            |
| 2009 | Tiana i el gripau'          | No            | No            | No            | No                 | No            |                             | Disney Story Trust - no acreditat                         |
| 2010 | Tangled                     | Si            | No            | No            | No                 | No            | Guard #2 / Thug #2          | Disney Story Trust - no acreditat                         |
| 2011 | Winnie the Pooh             | No            | No            | No            | No                 | No            |                             | Disney Story Trust - no acreditat                         |
| 2012 | Wreck-It Ralph              | No            | No            | No            | No                 | Si            |                             | Desenvolupament visual addicional                         |
| 2013 | Frozen: El regne del gel    | No            | No            | No            | No                 | No            |                             | Disney Story Trust - no acreditat                         |
| 2014 | Big Hero 6                  | No            | No            | No            | No                 | Si            |                             | Líder creatiu                                             |
| 2016 | Zootròpolis                 | Si            | Història      | No            | No                 | Si            | Bucky Oryx-Antlerson/Travis | Artista de desenvolupament visual Líder creatiu           |
| 2016 | Vaiana                      | No            | No            | No            | No                 | Si            |                             | Líder creatiu                                             |
| 2018 | En Ralph destrueix internet | No            | No            | No            | No                 | Si            |                             | Líder creatiu                                             |
| 2019 | Frozen II                   | No            | No            | No            | Si                 | Si            |                             | Líder creatiu                                             |
| 2021 | Raya i l'últim drac         | No            | No            | No            | No                 | Si            |                             | Història addicional, Líder creatiu i d'estudi             |
| 2021 | Encanto                     | Si            | Història      | No            | No                 | Si            |                             | Líder creatiu                                             |
| 2022 | Strange World               | No            | No            | No            | No                 | Si            |                             | Líder creatiu                                             |

### Curtmetratges
| Any  | Títol              | Director | Guionista | Animador   | Productor executiu | Altres | Paper de veu          |
| ---- | ------------------ | -------- | --------- | ---------- | ------------------ | ------ | --------------------- |
| 2000 | John Henry         | No       | No        | Supervisor | No                 | No     |                       |
| 2009 | Super Rhino        | No       | No        | No         | Si                 | No     |                       |
| 2012 | Tangled Ever After | Si       | Si        | No         | No                 | Si     | Lantern Wrangler/Chef |

## Premis i nominacions
| Any         | Categoria                     | Feina        | Resultat    | Ref.        |
| Globus d'Or | Globus d'Or                   | Globus d'Or  | Globus d'Or | Globus d'Or |
| ----------- | ----------------------------- | ------------ | ----------- | ----------- |
| 2008        | Millor pel·lícula animada     | Bolt         | Nominat     | [ 11 ]      |
| 2010        | Millor pel·lícula animada     | Tangled      | Nominat     | [ 26 ]      |
| 2017        | Millor pel·lícula animada     | Zootròpolis  | Guanyador   | [ 27 ]      |
| 2021        | Millor pel·lícula animada     | Encanto      | Guanyador   | [ 28 ]      |
| Oscar       |                               |              |             |             |
| 2008        | Millor pel·lícula animada     | Bolt         | Nominat     | [ 11 ]      |
| 2016        | Millor pel·lícula animada     | Zootròpolis  | Guanyador   | [ 29 ]      |
| 2021        | Millor pel·lícula animada     | Encanto      | Pendent     | [ 30 ]      |
| Annie       |                               |              |             |             |
| 2003        | Millor animació de personatge | Brother Bear | Nominat     | [ 9 ]       |
| 2021        | Millor direcció               | Encanto      | Pendent     | [ 31 ]      |